# ديفيد بي. كالبرسون
ديفيد بي. كالبرسون هو محامي وسياسي أمريكي، ولد في 29 سبتمبر 1830 في مقاطعة تراوب في الولايات المتحدة، وتوفي في 7 مايو 1900 في جيفيرسون في الولايات المتحدة. نشط حزبياً في الحزب الديمقراطي. وقد انتخب عضو مجلس ولاية تكساس ‏ وانتخب عضو مجلس النواب الأمريكي ‏.